# Nakadžima A6M2-N
Nakadžima A6M2-N (japonsky: 中島 二式水上戦闘機, Nakadžima Nišiki Suidžó Sentóki - Plovákový stíhací letoun typu 2, ve spojeneckém kódu Rufe) byl jednomístný jednomotorový plovákový stíhací letoun, který používalo japonské císařské námořní letectvo během druhé světové války. Jeho konstrukce vycházela z námořního stíhacího letounu Micubiši A6M2.

## Vývoj
A6M2-N byl vyvinut ze stíhacího letounu Micubiši A6M2 Reisen (Zero/Zeke) a jeho účelem byla podpora obojživelných operací a ochrana vzdálených japonských základem. Ze stejné soutěže vzešel i typ Kawaniši N1K, který byl později upraven na úspěšný pozemní stíhací letoun.
Základem prvních kusů A6M2-K byl trup A6M2 Model 21 s novým centrálním plovákem a dvěma vyrovnávacími plováky. Byl odstraněn podvozek, přistávací hák a z kabiny pilota byly odstraněny opěrka hlavy a kruhová anténa. Byl zesílen trup a zvětšena směrovka. Vstup a výstup vzduchu chladiče oleje byl přesunut do pylonu plováku. V centrálním plováku se nacházela další palivová nádrž, která kompenzovala nemožnost nést přídavnou nádrž pod trupem. Vytvoření tohoto letounu bylo nápadem Šinobua Micutakeho, hlavního inženýra Nakadžimy, a konstruktéra Acušiho Tadžimy. První prototyp vzlétl 7. prosince 1941 a do roku 1943 bylo postaveno 327 kusů včetně prototypu.
Použití velkého hlavního a dvou menších plováků vedlo ke snížení výkonů letounu oproti A6M2 o 20 %. Proto byl A6M2-K v nevýhodě při leteckém souboji s jakýmkoliv spojeneckým stíhačem.

## Nasazení

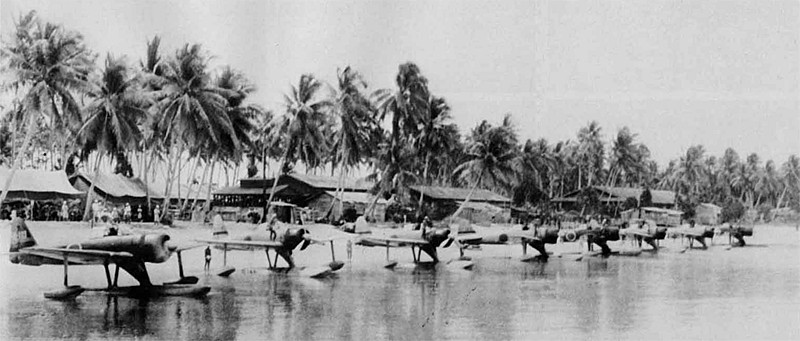
Skupina letounů Nakadžima A6M2-N v Jižním Pacifiku

Do služby typ vstoupil v roce 1942 a byl využit při obraně Aleut a Šalomounových ostrovů. A6M2-N se osvědčily v noci, při vyrušování amerických torpédových člunů PT, které bylo obtížné odhalit dokonce i pro prozatím nepříliš dokonalé japonské radary[zdroj?]. Piloti A6M2-N také používali světlice pro osvětlení torpédových člunů, které byly velice zranitelné při střetu s torpédoborci a tma pro ně byla nutnou obranou.
Letoun sloužil i jako stíhací ochrana skladišť paliva a letišť na Balikpapanu v Nizozemské Východní Indii a také v podobné roli na Kurilských ostrovech.
Stíhačky A6M2-N nesl nosič hydroplánů Kamikawa Maru při operacích v oblasti Šalomounových a Kurilských ostrovů, stejně jako japonské pomocné křižníky Hokoku Maru a Aikoku Maru při výpadech do Indického oceánu.
Později během války používala letouny A6M2-N, společně s dalšími plovákovými stíhači Kawaniši N1K, letecká skupina Ócu při operacích z hladiny jezera Biwa na ostrově Honšú.

## Specifikace

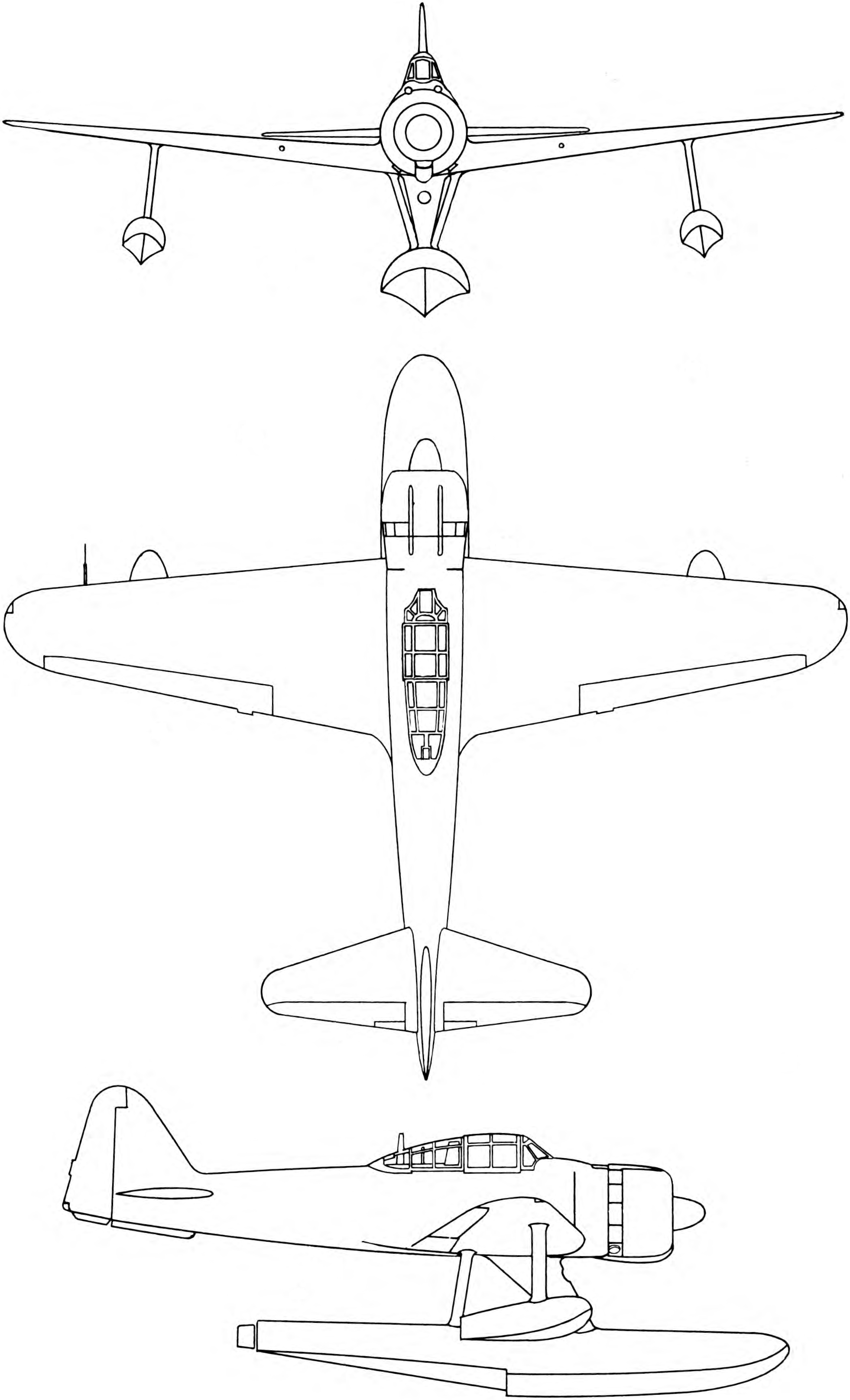
Nakadžima A6M2-N

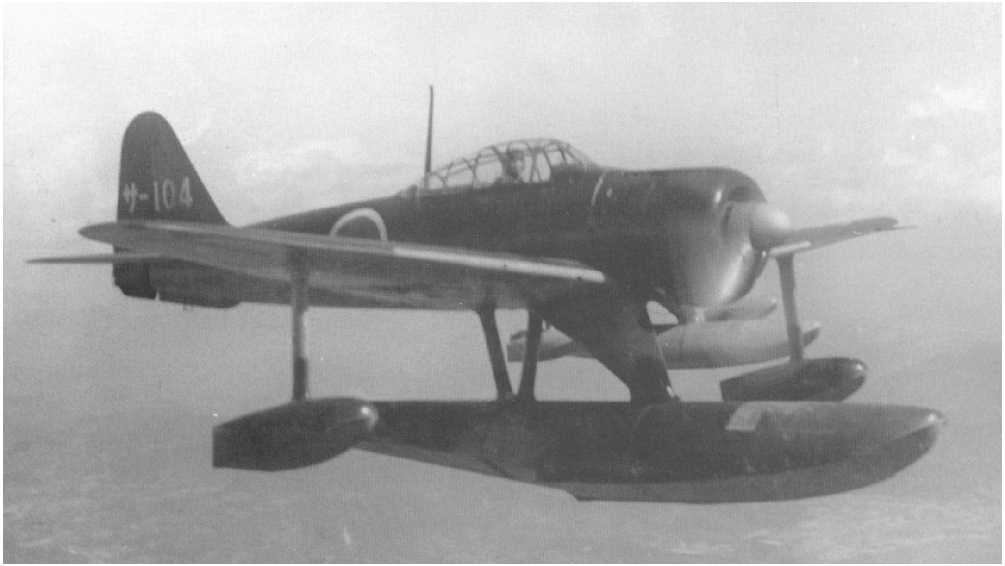
Nakadžima A6M2-N

Údaje dle

### Hlavní technické údaje
- Rozpětí: 12,00 m
- Délka: 9,05m  (s plovákem 10,131m)
- Výška: 4,305 m
- Plocha křídla: 22,438 m²
- Plošné zatížení: 109,70 kg/m²
- Hmotnost prázdného letounu: 1923 kg
- Max. vzletová hmotnost: 2883 kg
- Pohonná jednotka: 1 × hvězdicový čtrnáctiválec Nakadžima Sakae 12
- Výkon pohonné jednotky: 940 k (701 kW)

### Výkony
- Nejvyšší rychlost: 436 km/h v 5000 m
- Cestovní rychlost: 296 km/h
- Počáteční stoupavost: 12,3 m/s
- Dostup: 9760 m
- Stoupavost: 6 min 72 s do výšky 5000 m
- Maximální dolet: 1778 km

### Výzbroj
- 2 × synchronizovaný 7,7mm kulomet Typ 97
- 2 × 20mm kanón Typ 99
- 2 × 60kg puma
- 2 × kanystrová fosforová bomba Typ N3